# Rajić (Novska)
Rajić je naselje u Republici Hrvatskoj u Sisačko-moslavačkoj županiji, u sastavu grada Novske.

## Zemljopis
Rajić se nalazi istočno od Novske na cesti prema Okučanima, susjedna naselja su Roždanik na zapadu, Rajčići na sjeveru te Borovac na istoku.

## Stanovništvo
Prema popisu stanovništva iz 2011. godine Rajić je imao 879 stanovnika.
| broj stanovnika | 962   | 1095  | 1209  | 1530  | 1645  | 1902  | 1852  | 1975  | 1605  | 1708  | 1879  | 1703  | 1545  | 1424  | 969   | 875   | 752   |
|                 | 1857. | 1869. | 1880. | 1890. | 1900. | 1910. | 1921. | 1931. | 1948. | 1953. | 1961. | 1971. | 1981. | 1991. | 2001. | 2011. | 2021. |

## Sport
U naselju je postojao nogometni klub NK Partizan Rajić